# Les Orgues d'Illa

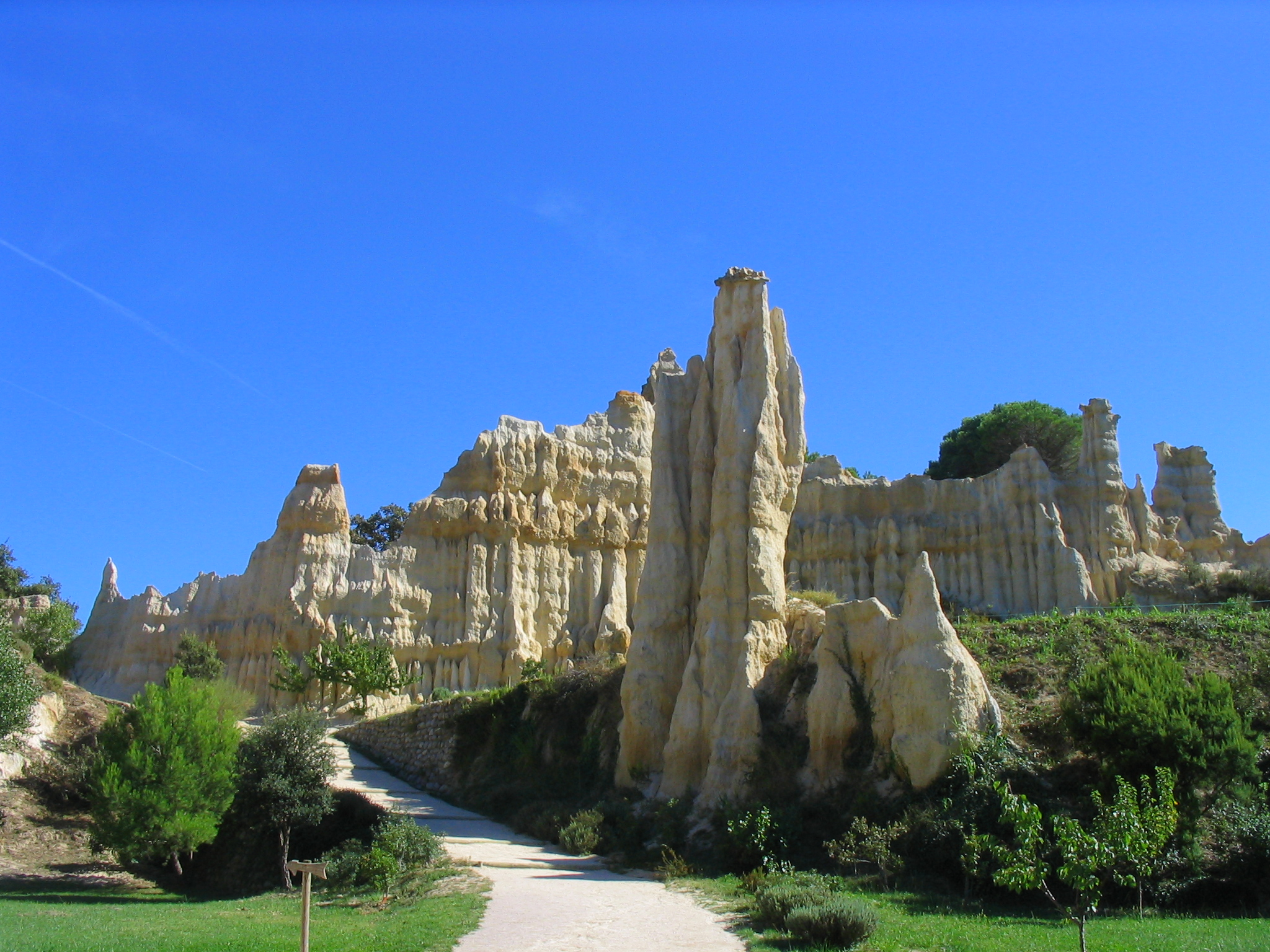
Les Orgues d'Illa

Les Orgues d'Illa és un paratge natural del terme comunal d'Illa, a la comarca del Rosselló, a la Catalunya del Nord.
Està situat a l'esquerra de la Tet, al nord de la vila d'Illa i dels Horts de Dellà.
Es tracta d'un paratge format per l'erosió en material geològic de tipus sedimentari (argiles, principalment), que ha creat unes formes espectaculars, com els anomenats esturragalls o columnes de fades. El paratge té una llarga història, que comença al final del terciari, entre fa uns 3 i 5 milions d'anys. A grans trets es pot dir que rius i rierols es carregaven de sorra a l'altiplà granític de Montalbà, i en desembocar en direcció a la Tet, les anaven dipositant, formant el Paratge de les Orgues.